# 南紀白浜空港

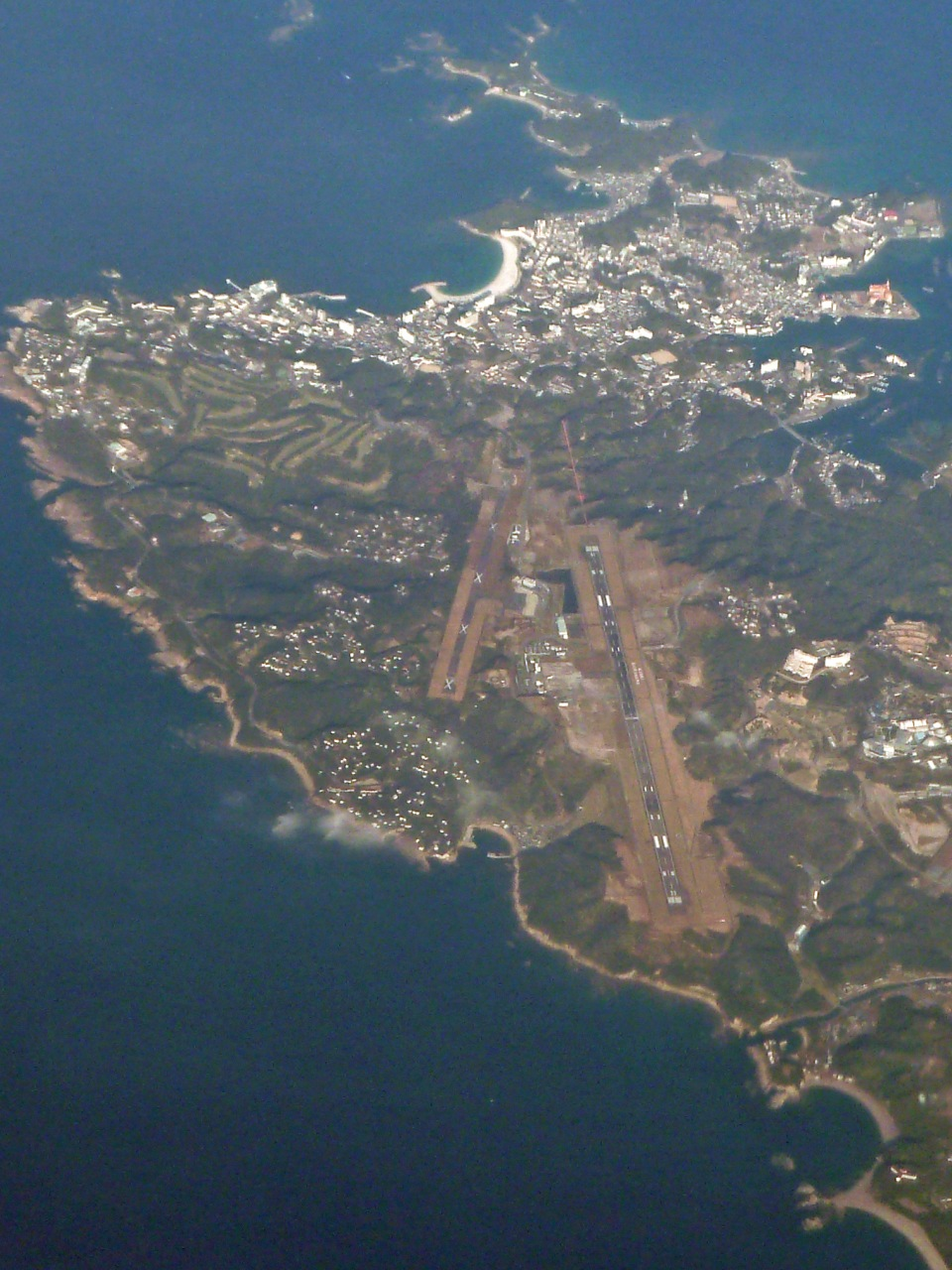
上空俯瞰。滑走路の延長線上にある、弧を描く白い浜が白浜の地名の由来となった白良浜

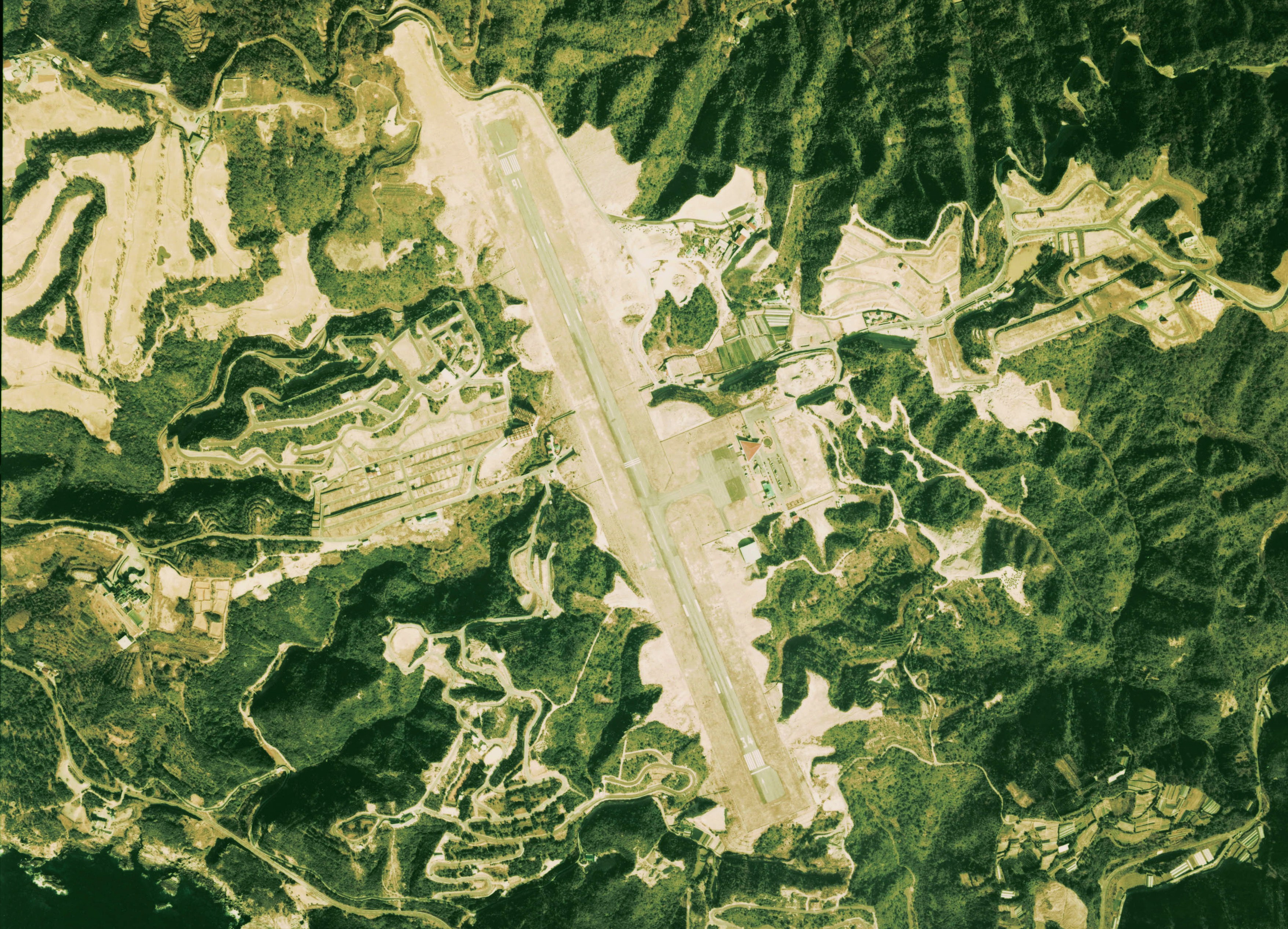
旧南紀白浜空港付近の空中写真。（1975年撮影）この画像の滑走路の右側（東側）に現在の滑走路がある。

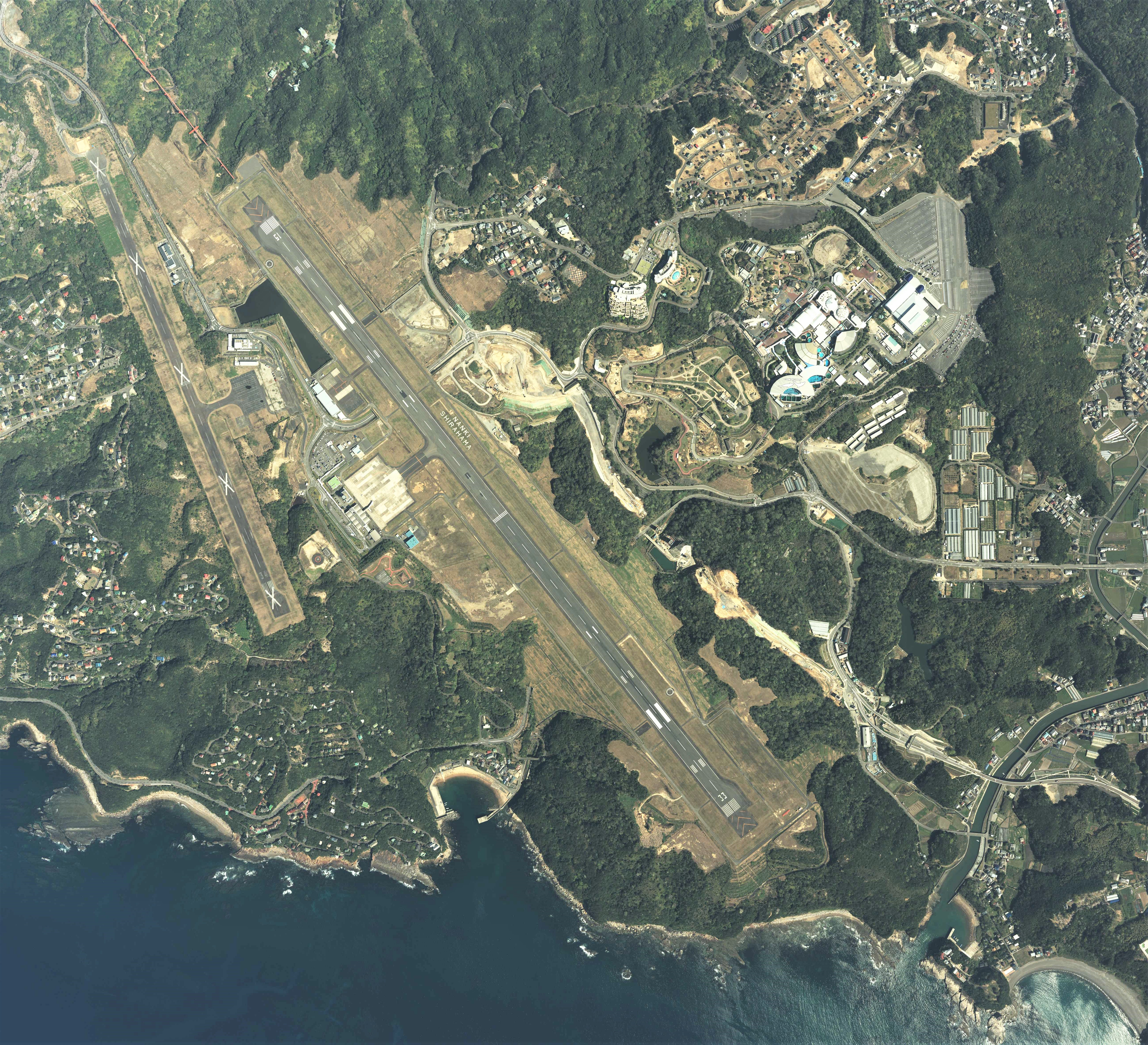
2017年撮影の南紀白浜空港付近の空中写真。。左側（西側）に旧滑走路が残る。

南紀白浜空港（なんきしらはまくうこう、英: Nanki-Shirahama Airport）は、和歌山県西牟婁郡白浜町にある地方管理空港である。観光エリア・南紀に訪れる観光客を中心として利用されている。愛称は「熊野白浜リゾート空港」。

## 概要
南紀白浜温泉の温泉街を含む白浜町中心部から、南東に約1.5キロメートルの丘陵地に位置する地方管理空港で、和歌山県が設置・管理する。和歌山県唯一の空港で、本州最南端の空港である。
1968年4月に1200mの滑走路を持つ空港として開港。東京、大阪、名古屋とを結ぶ便が開設されたが、やがて大阪、名古屋便は撤退。空港を管理する和歌山県は就航路線のジェット化をめざし、1996年3月9日、東側の隣接地に1800mの滑走路を持つ新たな空港を開設。その後、滑走路を2000mに延長した。
県の行政・経済の中心地である和歌山市からは約65キロメートル南南東に位置し、和歌山市からは1994年に開港した関西国際空港の方が近い。本空港利用客の大半は南紀白浜温泉や熊野古道など空港周辺地域の観光地を訪れる観光客が占める。2022年夏ダイヤ現在の定期便は、日本航空の東京国際空港（羽田）便が1日3往復就航しているのみである。また、開港時から2009年9月2日まで、南紀航空がこの空港を拠点とした遊覧飛行を行っていた。2020年の新型コロナウイルス感染症の世界的流行で、一時期には、国内線唯一の羽田便が運休し全便欠航となった期間もあった。
なお、空港内でのオペレーション・チェックイン業務などは、日本航空ではなく総代理店である日本通運株式会社が代行している。
空港オリジナルマスコットキャラクターは「ナンキー」。

## 歴史

### 旧空港
南紀白浜空港開港前は、1955年1月1日から日東航空が不定期路線の大阪-白浜線を開設、水陸両用機のオッター(10人乗り)とビーバー(6人乗り)を使用し、大阪 堺港と白浜の田辺湾にて離着水を行っていた。この不定期路線は1965年9月末まで運行され、大阪側は八尾空港及び大阪国際空港、また、白浜から伊勢志摩を経由し名古屋空港までを結ぶ便も運航されていた（南紀白浜空港開設以前には陸軍の公式資料には記載れていないが、白浜飛行場という非公式な飛行場が1945年頃存在し、練習や緊急用の基地として運用されていたという民間人の証言もあり、1974年の衛星写真では滑走路周辺が不自然に凹凸しており、掩体壕などのあとではと考えられている）
- 1966年（昭和41年）4月 - 運輸省の許可を受け第３種空港として起工[11]。
- 1968年（昭和43年）4月2日 - 南紀白浜空港（初代）開港[2]。滑走路1200m[2]でプロペラ機のみの就航であった。日本国内航空が東京国際空港（羽田空港）便を開設[2]、YS-11による運航
- 1969年
  - 3月 - 全日本空輸が名古屋空港便を開設（F-27フレンドシップ、後にYS-11による運航）
  - 4月 - 日本国内航空が大阪国際空港（伊丹空港）便を開設（航路廃止までYS-11による運航）
- 1975年6月 - 大阪国際空港便を廃止[12]
- 1988年1月 - 名古屋便を運休

### 現空港
- 1996年（平成8年）
  - 3月9日 - 東側隣接地に滑走路1800mの南紀白浜空港（二代目）が開港。ジェット機（MD-87）が就航[5]。初代空港は廃止[5]
    - 工事期間中に、大阪民放テレビ4局・テレビ和歌山・NHKがテレビ電波を送信する田辺中継局の鉄塔が、航空法の関係で短縮された
    - 受信障害対策として、テレビ和歌山のみだった槇山中継局に、大阪民放テレビ4局・NHK2波が放送を始めた

  - 10月 - 日本エアコミューターが福岡空港便を開設（YS-11による運航）
- 1997年1月 - ジェイエアが広島西飛行場便を開設（JS-31による運航）
- 1998年1月 - 福岡空港便を廃止
- 2000年9月7日 - 滑走路を2000mに延長し、供用開始。ワイドボディ機が運航可能になる[13]
- 2001年3月31日 - 広島西飛行場便を廃止
- 2010年
  - 4月1日 - ジェイエアに運航移管とエンブラエル 170による運航で羽田便3往復化
  - 3月27日 - 羽田便3往復中、昼間の1往復がボンバルディア CRJ200による運航となる
- 2011年10月30日 - 再びエンブラエル170による羽田便3往復化
- 2013年4月1日 - 関西航空地方気象台南紀白浜空港出張所閉鎖
- 2015年7月1日 - 8月31日 ボーイング737-800による羽田便運航（日本航空の運航3便のうち2便）。
- 2018年11月28日 - 南紀白浜エアポートが、極東ロシアのウラジオストク国際空港の運営会社と協力覚書を締結[14]
- 2019年（平成31年／令和元年）
  - 4月1日 - コンセッション方式による南紀白浜空港民営化。企業（南紀白浜エアポート）が南紀白浜空港を運営[15]
  - 10月27日 - ボーイング737-800による羽田便運航開始（朝夕2便）[16]
- 2023年2月 - 羽田便を4往復とする実証実験が行われ[17][18][19]、2月度としては過去最高の利用者数を記録[20]
- 2024年3月10日 - 愛称を「熊野白浜リゾート空港」 に決定[21]

### 滑走路
両端にターニングパッドを備えた2000mの滑走路1本を有する。滑走路南端付近にILS(LOC/T-DME)が設置されている。

### 旅客ターミナル
空港ターミナルビルは鉄骨造2階建（一部3階建）で、建築面積は3883.88m2。屋根は白浜の海をイメージする波形をしており、カーブサイドには南国をイメージした全面ガラスのカーテンウォールが採用されている。1階にチェックインカウンター、手荷物受取所、到着ロビーと多目的室「スカイルーム」、2階には売店、アドベンチャーワールド直営のレストラン、保安検査場、ゲートラウンジと搭乗口（ボーディングブリッジ1基）、多目的室「サンルーム」がある。また、屋上は滑走路を一望できる展望デッキとなっている。
1階到着ロビーと2階ゲートラウンジでは、FREESPOTによる公衆無線LANの無料接続サービスを提供している。 また、屋外駐車場は229台分用意されており、無料で利用できる。
管理運営は、県が出資する南紀白浜空港ビル株式会社が行っていたが、コンセッション方式による南紀白浜空港民営化により、南紀白浜空港ビル株式会社の全株式は、株式会社南紀白浜エアポートに譲渡され、更に2018年12月1日に、株式会社南紀白浜エアポートと南紀白浜空港ビル株式会社が合併 し、同日から株式会社南紀白浜エアポートが運営している。

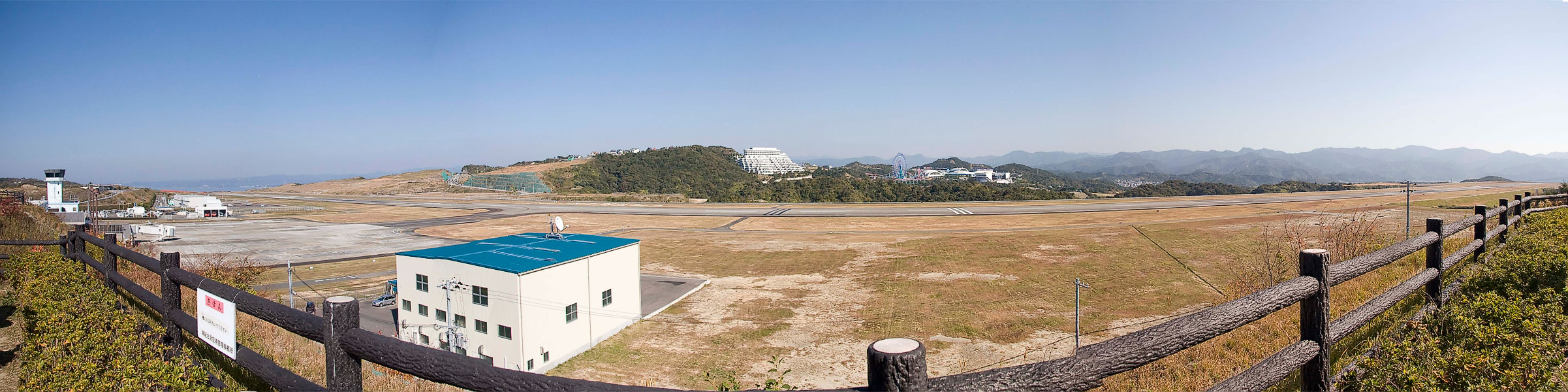
空港全景
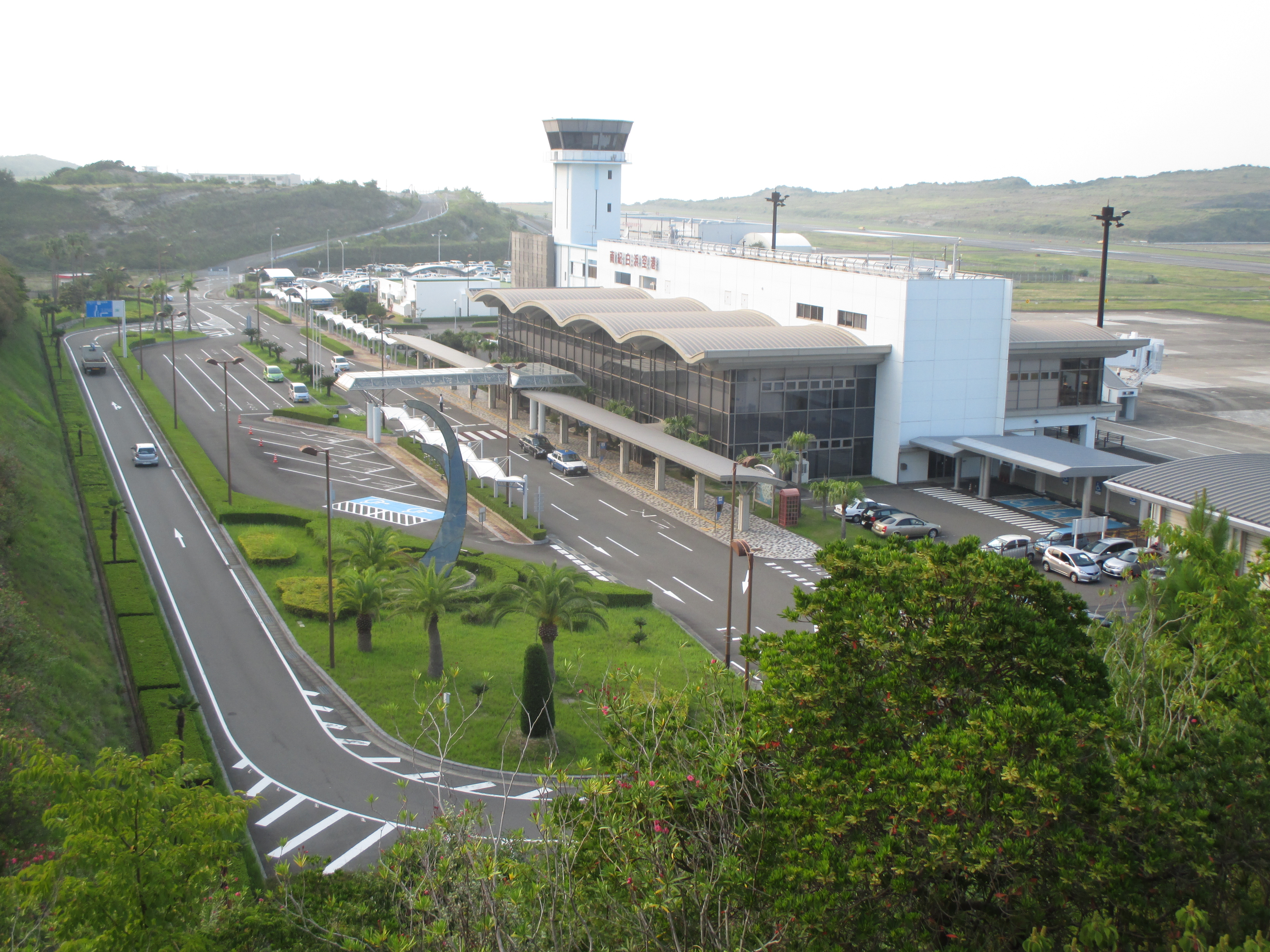
ターミナル全景
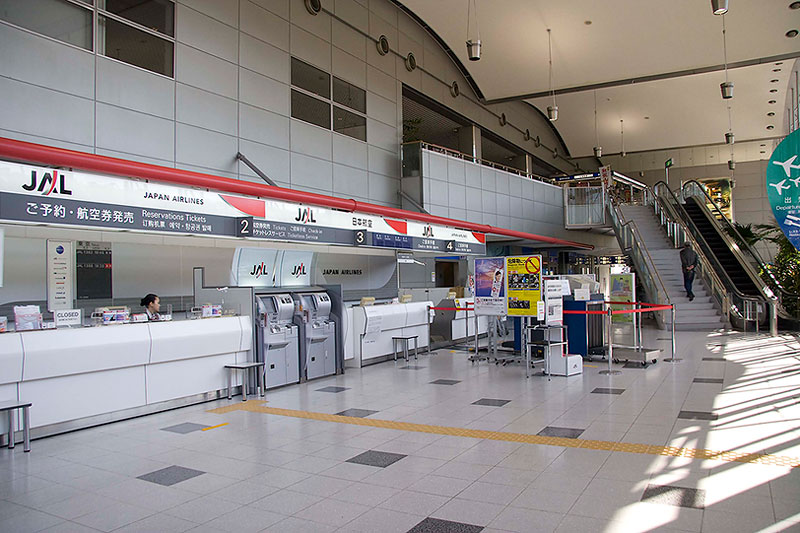
JALカウンター
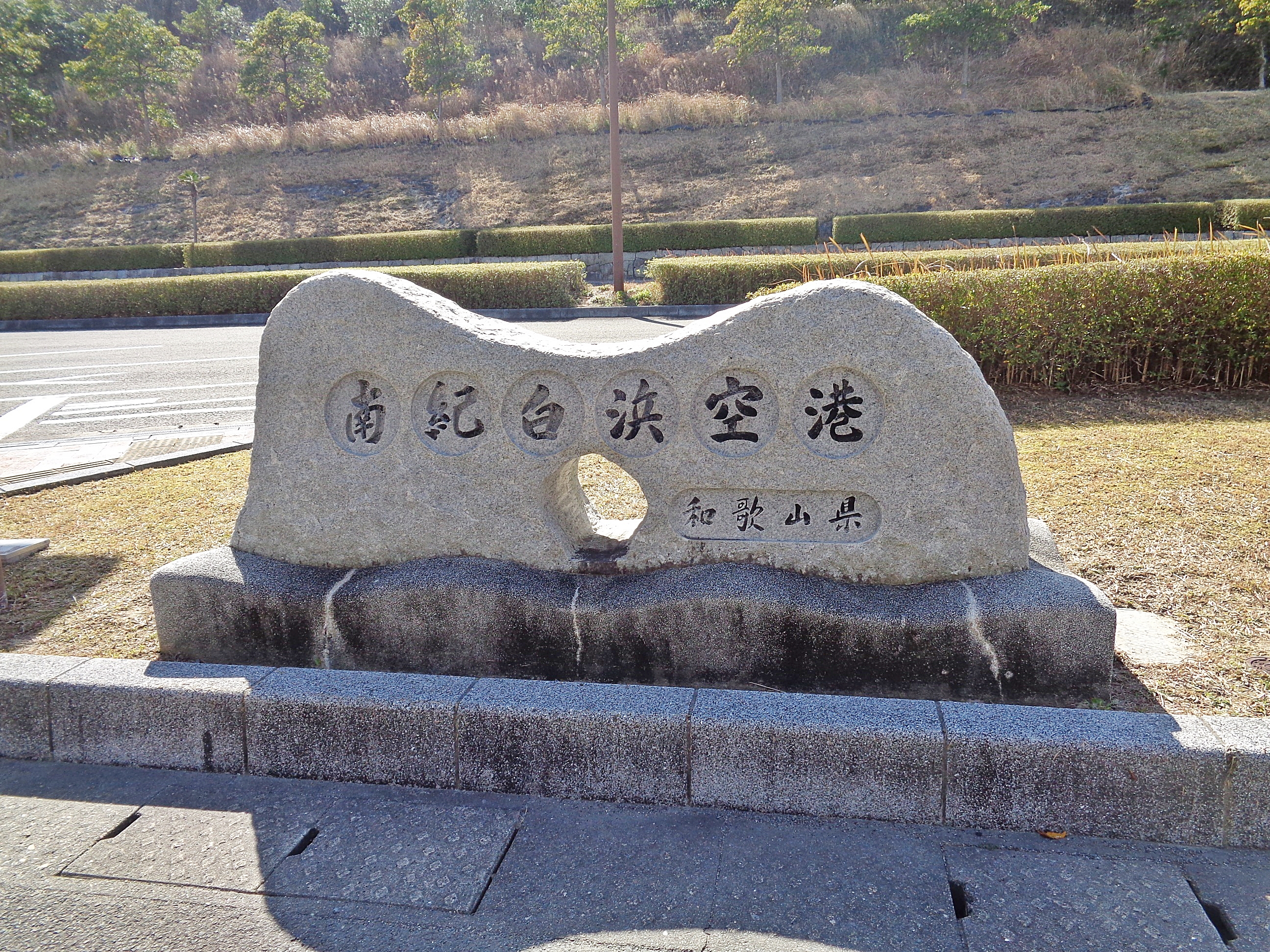
空港のモニュメント
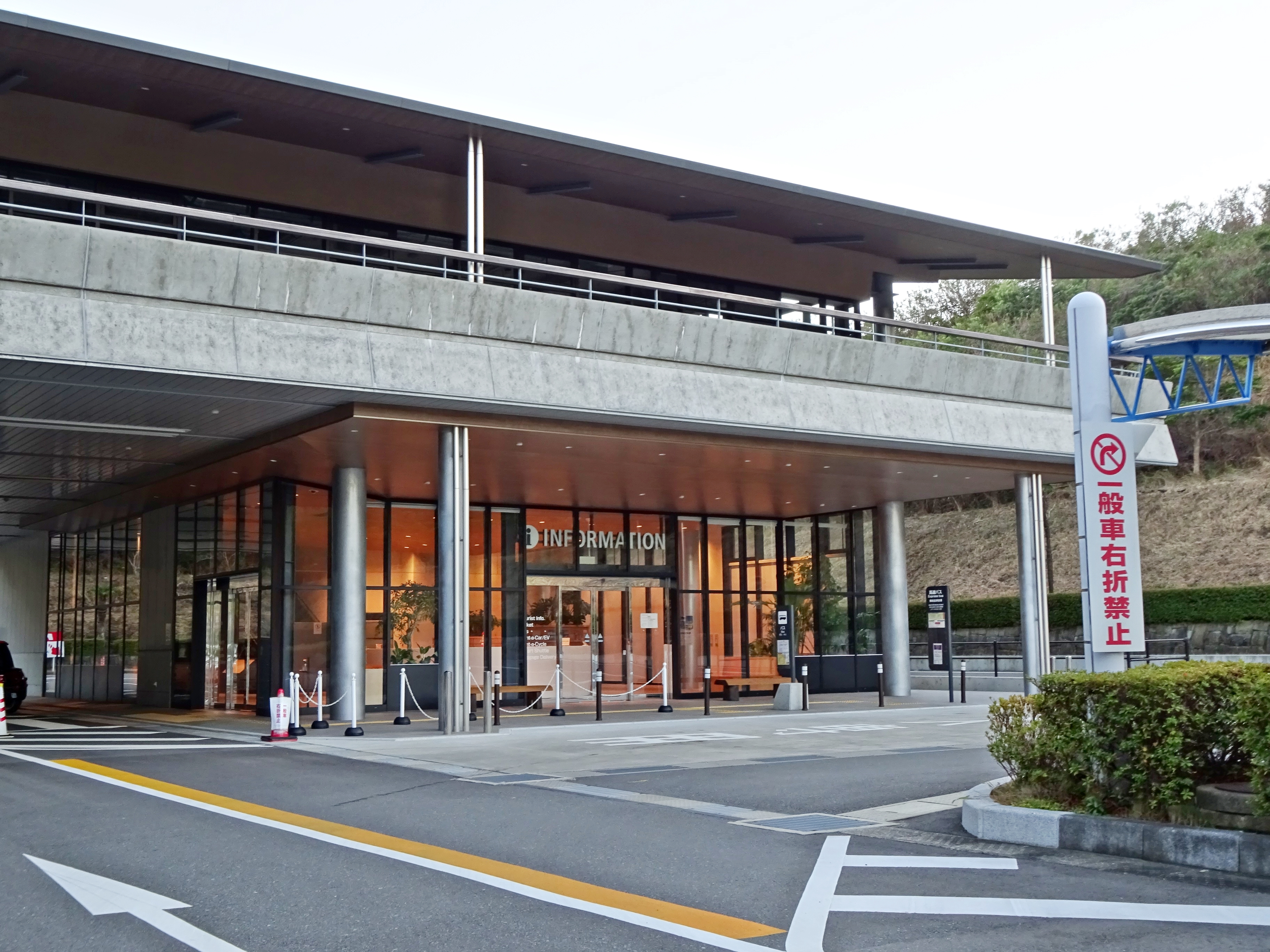
2023年9月、国際線ターミナルビル1階に新たに建設されたコンシェルジュエリア

### エプロン
旅客ターミナルビルに面したサウスエプロンには、ボーイング737型機が駐機できる中型ジェット用1バースとYSクラス用2バースが、ノースエプロンには小型機用5バースがある。

## 路線

### 定期便路線
| 航空会社       | 就航地    |
| -------------- | --------- |
| 日本航空 (JAL) | 東京/羽田 |

かつての定期就航路線（八尾空港は不定期）
- 大阪国際空港（伊丹）、名古屋空港（小牧空港）、八尾空港（大阪）、広島西飛行場、福岡空港

### チャーター路線
- 2015年3月〜4月 - トランスアジア航空による国際チャーター便が就航[28]。南紀白浜と台湾の台北、および花蓮との間を、エアバスA321型機で計7回往復した。
- 2015年9月22日〜26日 - フジドリームエアラインズによるチャーター便が就航[29]。稚内空港との間を2度往復した。
- 2018年 1月〜2月 - コリアエクスプレスエアが務安国際空港へ国際チャーター便就航[30]

## 利用状況

### 年度別利用状況
各年度の空港利用状況は下表のとおり。
| 年度 | 搭乗者数 （人） | 搭乗率 （%） | 1日3往復 の日数(注) |
| ---- | --------------- | ------------ | ------------------- |
| 2000 | 144,582         | 56.4         | 202                 |
| 2001 | 143,425         | 58.6         | 176                 |
| 2002 | 147,774         | 58.6         | 183                 |
| 2003 | 144,539         | 54.5         | 201                 |
| 2004 | 140,916         | 56.3         | 203                 |
| 2005 | 138,825         | 55.1         | 201                 |
| 2006 | 135,268         | 51.0         | 205                 |
| 2007 | 146,813         | 56.6         | 208                 |
| 2008 | 151,637         | 51.9         | 205                 |
| 2009 | 147,754         | 50.9         | 199                 |
| 2010 | 111,203         | 67.0         | 通年                |
| 2011 | 91,020          | 59.3         | 通年                |
| 2012 | 108,441         | 64.5         | 通年                |
| 2013 | 110,555         | 65.4         | 通年                |
| 2014 | 107,936         | 65.8         | 通年                |
| 2015 | 127,003         | 67.9         | 通年                |
| 2016 | 119,777         | 70.4         | 通年                |
| 2017 | 132,151         | 72.4         | 通年                |
| 2018 | 161,570         | 78.3         | 通年                |
| 2019 | 177,135         | 69.7         | 通年                |
| 2020 | 85,359          | 42.0         | 通年                |
| 2021 | 140,475         | 49.8         | 通年                |
| 2022 | 231,365         | 65.8         | 通年                |
| 2023 | 229,607         | 65.6         | 通年                |

^(注) これ以外の日はすべて1日2往復である。

### 利用者確保に向けた対策

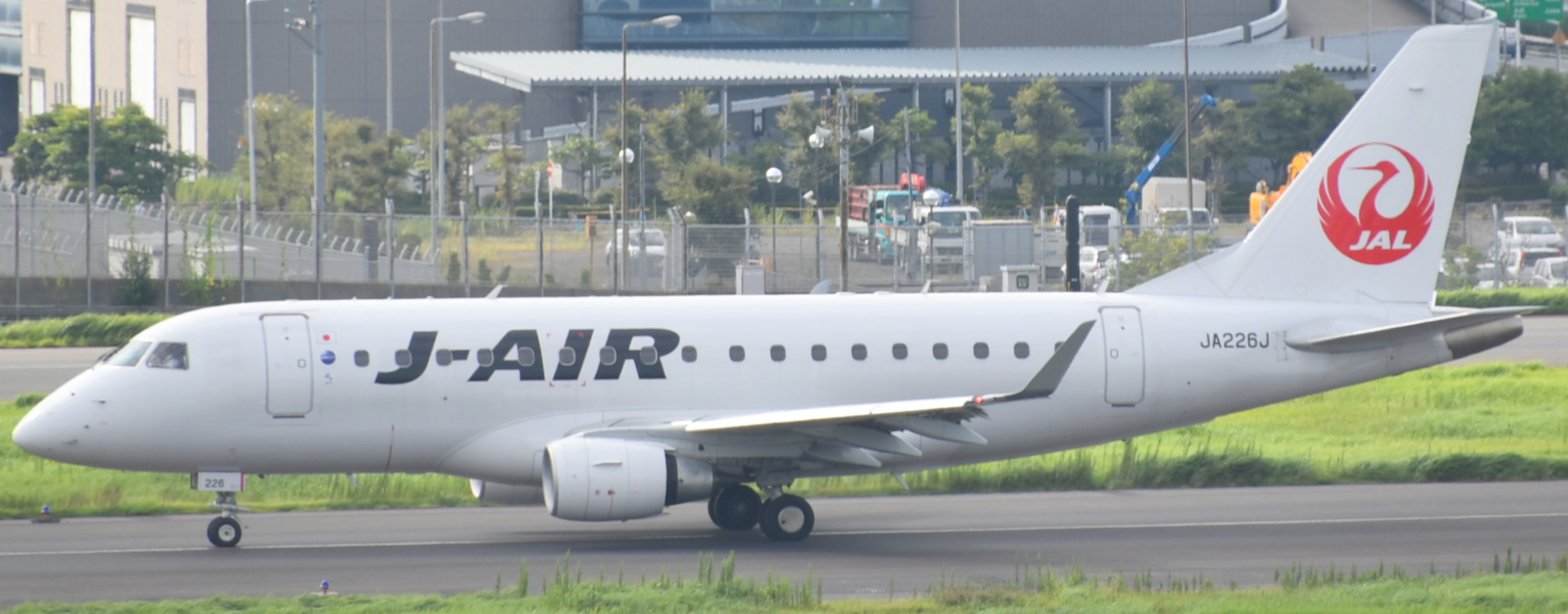
ジェイエアのエンブラエル170

2010年度の南紀白浜空港の年間利用客数は11万1203人で、前年度比で3万6551人・24.7%の減少だった。しかし、日本航空によるマクドネル・ダグラスMD-87の運航から、子会社のジェイエアによるエンブラエル170での運航への変更により、搭乗率は16.1%増の67.0%へ改善された。また、2007年度の年間貨物輸送量は149tで、うち南紀白浜空港から羽田空港に向けての輸送量が136tで、全体の91.4%を占める。
2011年度は、2010年度末に当たる3月11日に発生した東日本大震災後の国内旅行の自粛ムードなどから利用客が減少していたが、2012年度下半期以降に回復基調になったとされ、2012年度の年間利用者数は10万8441人となって前年比1万7421人・19.1%の増加となった。また、2013年の上半期に限ると搭乗客は過去3年間で最も多かった。この要因について地元紙は、地元関係者による増客の取り組みが功を奏したほか、乗り継ぎ利用に対し利便を図る運賃制度などが要因であったとしている。
南紀白浜空港は和歌山県内唯一の空港だが、県南部の白浜町の海岸部に位置し、現在は羽田便のみの就航である。このため、同県北西部に位置し、行政や商工業の中心地である和歌山市からのアクセス時間や利便性では大阪府にある関西国際空港に劣り、羽田線の通常運賃でも南紀白浜空港の方が高い。その結果、南紀白浜空港利用客の過半数は観光目的であり、その行き先としては南紀白浜温泉・アドベンチャーワールドなどの白浜町内、及び熊野古道・那智勝浦温泉・潮岬などの県南部の観光地が上位に並ぶ反面、県北東部の高野山は相対的に低いとしている。
このような実情を反映してか、和歌山県はその長期総合計画の中で関西国際空港を南紀白浜空港に優先して記述し、その至近距離が「本県経済の発展にとって大きなメリットをもたらす」「観光客や企業の誘致、農産物などの輸出（に有効）」とし、大阪府や近畿の経済界と連携して同空港の2期工事を推進する一方、南紀白浜空港は「首都圏に直結する立地条件を持つ本県南部の玄関口」と現状認識を示した上で「（観光客などの）誘客を行う際には、南紀白浜空港を拠点に紀南地域への動線を描いていく」という将来像を示し、両空港の並立と南紀白浜空港の維持・増便を目指している。
和歌山県は、利用者の増加とイメージアップを図るため、当空港の愛称を「南紀白浜パンダ空港」とする案を検討している。また、白浜町民は航空機利用について、白浜町から補助金を受けることができる利用促進制度がある。

## 南紀白浜エアポート
2016年2月10日、和歌山県の仁坂吉伸知事は、県の平成28年度当初予算案の定例記者会見で、南紀白浜空港への国際線誘致にむけて、平成28年（2016年）度から国際線空港ターミナルビルの基本設計、実施設計に着手するとともに、民間企業への空港の運営委託についてコンセッション方式（公共施設等運営権方式）も含めて検討することを明らかにした。
2018年1月25日、南紀白浜空港民間活力導入事業の第一次審査結果が発表され、経営共創基盤を代表とした経営共創基盤・みちのりホールディングス・白浜館コンソーシアムと、ホテルマネージメントインターナショナルを代表としたホテルマネージメントインターナショナル・岡本設計・中紀バス・エコ和歌山・マツシタオフィス土地家屋調査士・サンエストを構成員とした白浜HMIコンソーシアムが第一次審査を通過した。同年5月15日に行われた第二次審査では白浜HMIコンソーシアムからの提案がなかったため、最終的に経営共創基盤・みちのりホールディングス・白浜館コンソーシアムが優先交渉権者に選定された。経営共創基盤・みちのりホールディングス・白浜館コンソーシアムは、2019年4月1日より、南紀白浜エアポートを運営会社として、コンセッション方式にて南紀白浜空港の運営を開始した。

## 関連する官公署
- 和歌山県南紀白浜空港管理事務所
- 和歌山県県土整備部港湾空港振興局振興課
- 国土交通省大阪航空局南紀白浜空港出張所

当空港の航空情報・通信業務のみ担当。なお、当空港は非管制化空港である（管制業務は提供されていない）。
　南紀白浜空港出張所に設置していた航空管制技術官は、2012年4月1日付で伊丹空港へ引き上げた。
- 気象庁関西航空地方気象台南紀白浜空港出張所（2013年4月廃止）
- 白浜警察署白浜空港警備派出所（和歌山県警察）

## 周辺施設等
空港敷地内の高台には公園があり、一般に開放されている。
旧空港跡地
南西に隣接する旧空港の跡地には旧滑走路が現存し、敷地の一部がバラ園として利用されているほか、繁忙期や「空の日フェスタ」などのイベント開催時には臨時駐車場として活用されることもある。一般利用客は隣接する平草原公園から旧滑走路に立入ることができる。なお、旧旅客ターミナルビルは2010年に解体され、同年11月7日、その建物跡に隣接して白浜警察署が移転・設置された。
2021年2月20日～22日の3日間、白浜観光協会の主催により臨時の「ドライブインシアター」が開設された。主要産業の観光がコロナ禍で打撃を受ける中、町に活気を取り戻そうと実施。上演は米映画「ジュラシック・ワールド／炎の王国」。

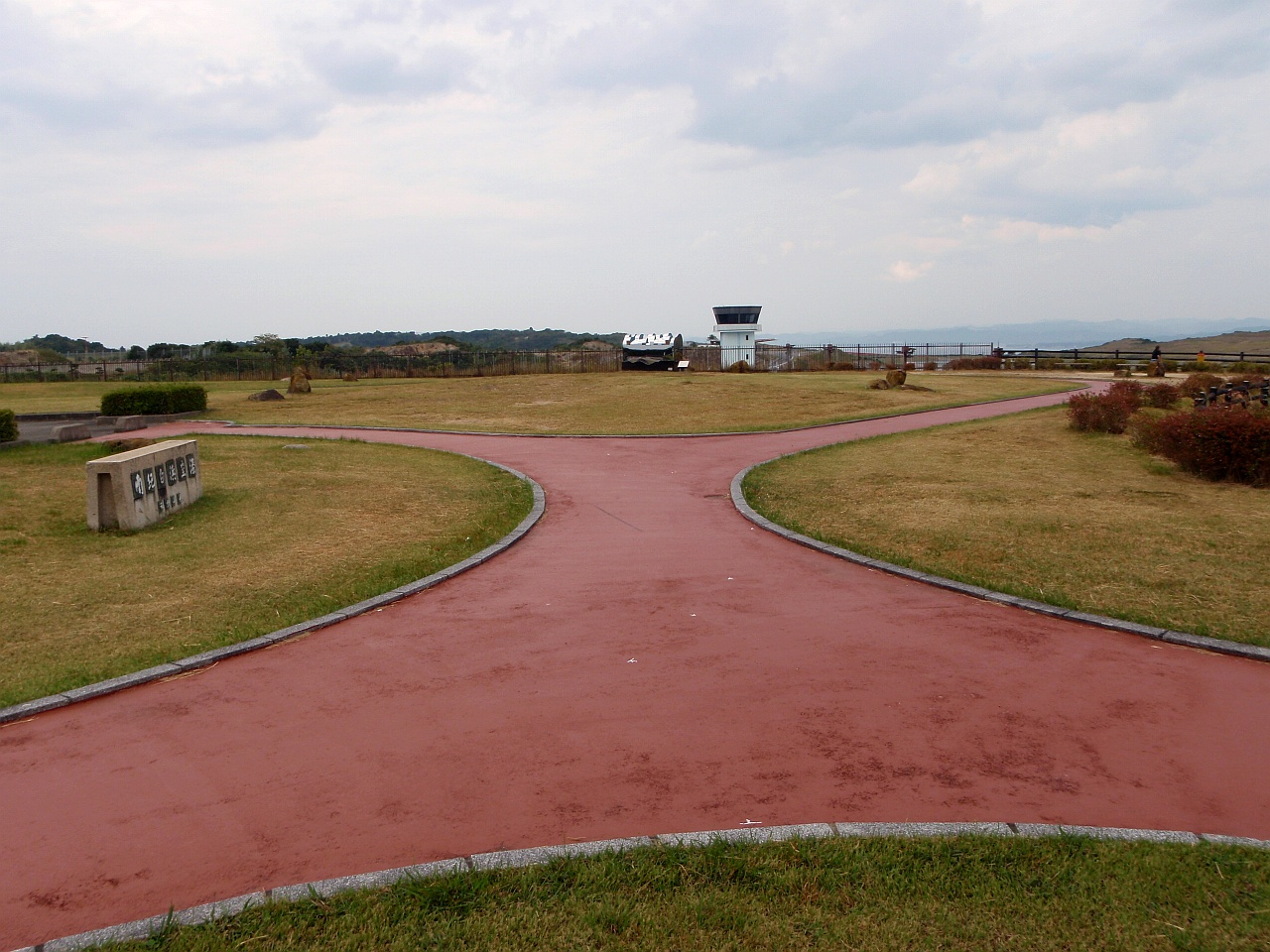
敷地内にある公園
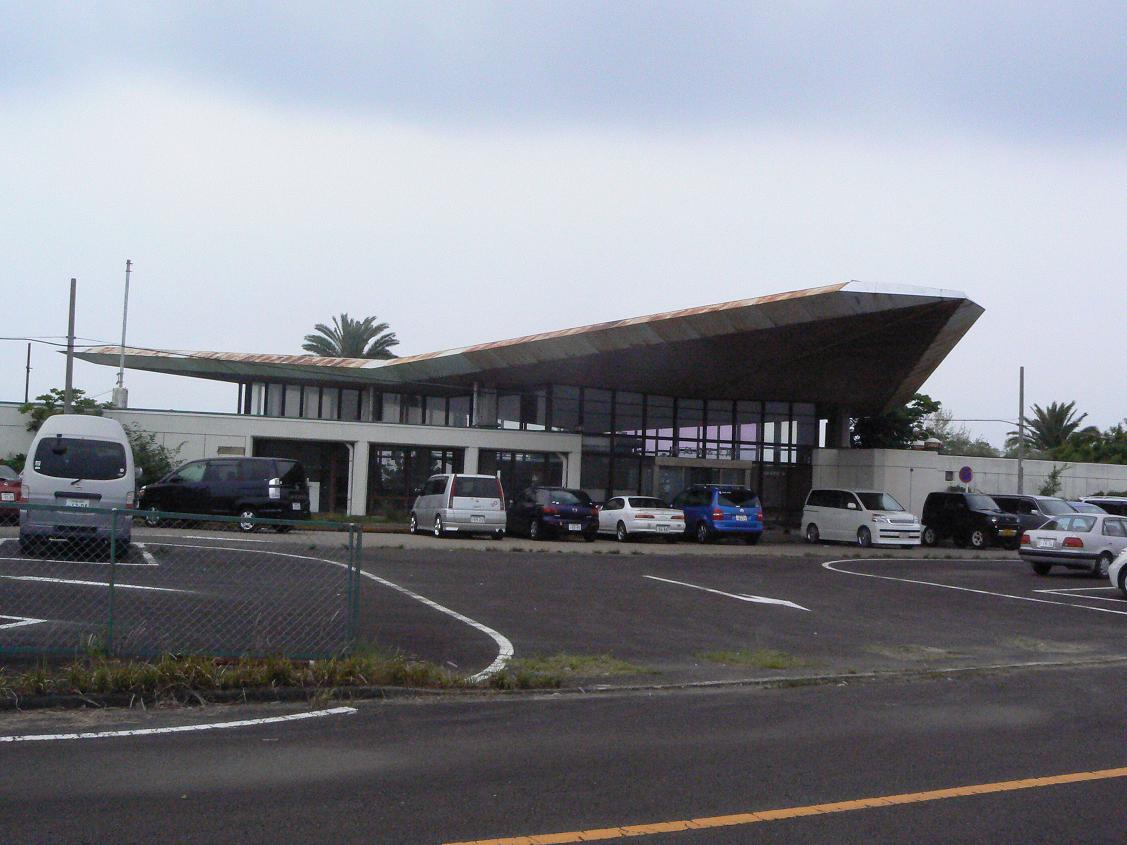
初代空港のターミナル跡（解体済）
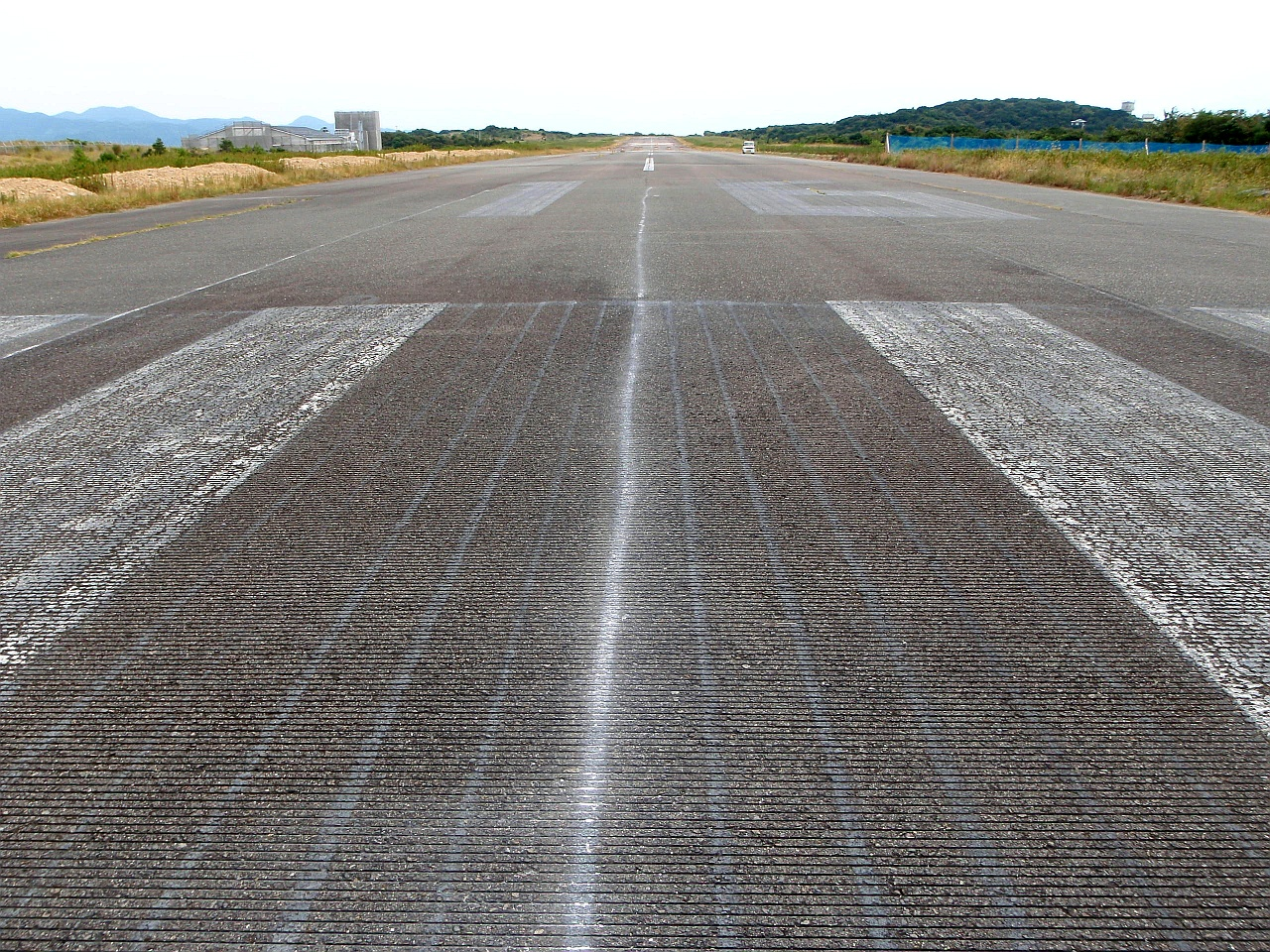
初代空港の滑走路跡

2021年11月20日、旧滑走路跡に地上絵「光のしずく」が展示された。アートイベント「紀の国トレイナート」での出品作で、作者は郷さとこ。

## 空港へのアクセス
民営化に関わる運営会社は、南紀白浜空港を地域の交通ハブとする構想を進めており、民営化後には従来の空港連絡バスだけでなく、東京・大阪方面からの高速バスの乗り入れが実現した。
路線バス
- 明光バス
  - アドベンチャーワールド・白浜駅
  - 白浜バスセンター・白浜駅・紀伊田辺駅
  - 「快速・熊野古道号」 熊野古道・新宮駅
- 熊野御坊南海バス
  - 串本駅・太地駅・紀伊勝浦駅・新宮駅

高速バス
- 明光バス・西武観光バス
  - 白浜 - 横浜・東京・大宮線「ホワイトビーチシャトル」YCAT（横浜駅）・バスタ新宿・池袋駅東口・大宮駅西口・西武バス大宮営業所
- 明光バス・西日本ジェイアールバス
  - 「白浜エクスプレス大阪号」 JR難波駅・大阪駅JR高速バスターミナル・ユニバーサル・スタジオ・ジャパン

## その他
空港のすぐ西側にある南紀VOR/DMEと、空港敷地内にあるILSの管理は大阪空港事務所システム運用管理センターが行っている。また、大阪航空局南紀白浜空港出張所が管理していた御坊DME(VORは2013年3月7日廃止)及び串本VORTACの管理も、同センターが行っている。

## 逸話
エアバスA300の離着陸を想定し滑走路を予定より伸ばし2000mとなり、それに伴い設置されたターニングパッドはA300の第一号チャーター便の離陸時にのみ使用された（2013年時点）。また滑走路の設計上、仮にA300クラスの飛行機が毎日飛んできた場合、滑走路は構造的な問題で強度に耐えられないとされた。ただ、前述の通りボーイング737-800の定期就航により、2021年現在は通常運行でターニングパッドを使用している。